# NGCC Amundsen
Pour les articles homonymes, voir Amundsen.
Le NGCC Amundsen (initialement le Sir John Franklin) est un brise-glace moyen de la Garde côtière canadienne, ainsi qu'un navire de recherche scientifique dont le port d'attache est la ville de Québec. Il a été spécialement doté d'équipements pour le Grand Nord canadien. Actif depuis 2003 dans une double mission de brise-glace et de recherche scientifique, le secteur de travail du navire durant l'hiver est le fleuve Saint-Laurent, ainsi que la rivière Saguenay et la zone arctique du grand nord canadien durant la saison estivale.

## Origine du nom
Le navire a été rebaptisé NGCC Amundsen le 26 août 2003 en l'honneur de Roald Amundsen, un grand explorateur et découvreur des régions de l'Arctique canadien qui a disparu lors de son exploit en retournant de l'arctique.

## Historique
Le bâtiment est construit par Burrard Dry Dock Co. Ltd à Vancouver et mis en service en 1979. Il est baptisé Sir John Franklin et opère sous ce nom pour la Garde côtière canadienne jusqu'en 1996 à la suite de quoi il est décommissionné pour être rebaptisé NGCC Amundsen le 26 août 2003.

### Missions du navire
Seul brise-glace ayant un mandat de recherche au Canada, la mission de l'Amundsen est double. L'hiver, de par ses capacités de briser la glace, il est affecté aux opérations de déglaçage et d’escorte des navires dans le golfe et sur le fleuve Saint-Laurent, ainsi que dans le Fjord du Saguenay. Durant la saison estivale, le bateau reprend sa vocation scientifique et remonte dans la zone de l'Arctique canadien pour diverses missions de recherches scientifiques.

### Caractéristiques techniques

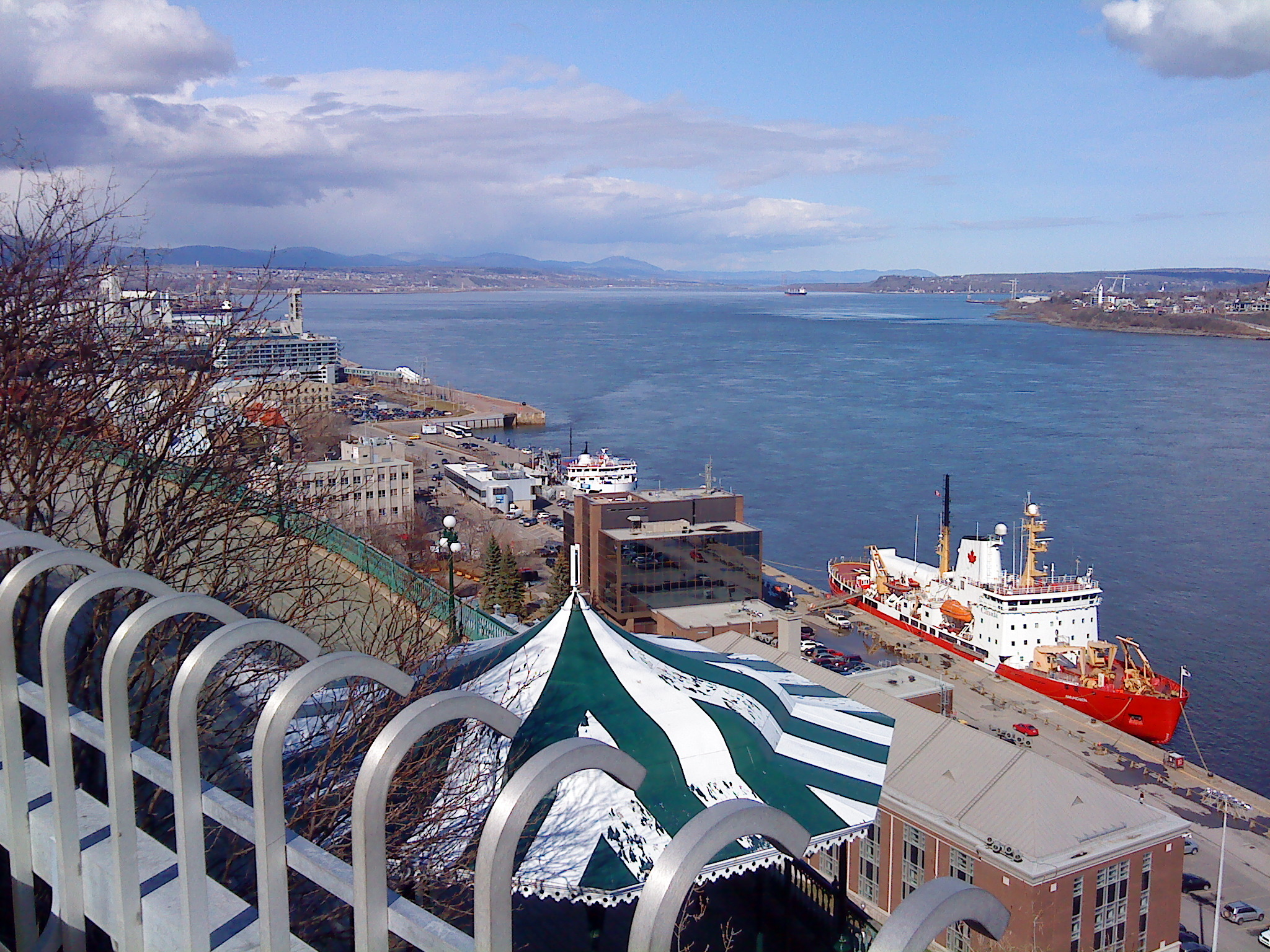
Le NGCC Amundsen à quai à Québec, son port d'attache.

Le bâtiment, d'une longueur de 98,2 m et d'une largeur de 19,5 m peut accueillir 20 membres d'équipage plus 11 officiers et dispose de 51 couchettes. Il a un déplacement en charge de 8 322 tonnes et un déplacement lège de 5 709 tonnes. Il possède une autonomie de 35 000 milles marins soit près de 65 000 km et peut parcourir 15 000 milles marins à une vitesse de croisière de 12 nœuds et tenir 140 jours en mer sans ravitaillement.
Depuis 2003 et sa modernisation à des fins scientifiques, le bateau est équipé d'une salle de conférence, de 12 laboratoires, d'un sondeur multifaisceaux permettant de mesurer la profondeur d'eau sous le navire, d'un puits de lancement, de deux portiques et de trois puits acoustiques.